# Абделатіф Кешиш
Абделаті́ф Кеши́ш (араб. عبداللطیف کشیش, нар. 7 грудня 1960, Туніс, Туніс) — французький актор туніського походження, театральний і кінорежисер.
У шестирічному віці разом з батьками емігрував до Франції. Виріс в Ніцці. Відвідував курси драматичного мистецтва в Консерваторії Антіба. У 1978 здійснив свою першу постановку на сцені Арен де Сімьє (фр. Arenes de Cimiez).
У 1984 році дебютував у кіно як актор, знявшись у фільмі «Чай з м'ятою» (реж. Абделькрім Бахлул).
Володар «Золотої пальмової гілки» 2013 року за фільм «Життя Адель».

## Режисерські роботи
- 2000: «У всьому винен Вольтер»
- 2003: Виверт («Ухилення»), L'Esquive; премія Сезар за найкращий фільм, сценарій і режисерську роботу)
- 2007: «Кус-кус і барабулька» (La graine et le mulet; премія ФІПРЕССІ і спеціальна премія журі Венеційського МКФ, премія Сезар за найкращий фільм, сценарій і режисерську роботу)
- 2010: «Чорна Венера» (La Vénus noire)
- 2013: «Життя Адель» («Золота пальмова гілка» МКФ в Канні)
- 2017: «Мектуб, моя любов: Пісня перша» (номінація на «Золотого лева» 74-го Венеційського кінофестивалю)
- 2019: «Мектуб, моя любов: Інтермеццо» (Mektoub, My Love: Intermezzo)

## Акторські роботи
- 1984: Чай з м'ятою / Le thé à la menthe — Хаму (в титрах: Abdel Kechiche)
- 1987: Невинні / Les innocents — Саїд (в титрах: Abdel Kechiche)
- 1982: Бізнес / Bezness — Роуф (в титрах: Abdel Kechiche)
- 1992: Вампір у раю / Un vampire au paradis — Блондин (в титрах: Abdel Kechiche)
- 2002: Чарівна скринька / La boîte magique — Рауф (в титрах: Abdelatif Kechiche)
- 2007: Пробачте, ненависники / Sorry, Haters — Ашад Мухана